# UniSoft
UniSoft Corporation es un desarrollador de software estadounidense establecido en 1981, originalmente centrado en el desarrollo de puertos Unix para varias arquitecturas de computadoras. Con sede en Millbrae, California, ahora crea aplicaciones de estandarización y pruebas de conformidad para el mercado de la televisión digital.

## Historia
UniSoft fue fundada el 5 de octubre de 1981 en Emeryville, California. Su negocio original era el desarrollo de Unix, y pronto fueron reconocidos como uno de los primeros implementadores de Unix para el emergente mercado de microcomputadoras de 16 bits.  En 1989, habían completado más de 225 implementaciones de Unix en varias plataformas de hardware, lo que se estimó que había sido alrededor del 65% de todos los puertos de este tipo. El puerto de UniSoft de la versión 7 de Unix fue el primer sistema operativo para las estaciones de trabajo y servidores Sun-1 de Sun Microsystems. También desarrolló A/UX, un sistema operativo basado en Unix de Apple para el Apple Macintosh II. UniSoft UniPlus System V sirvió como base para el sistema operativo GL2 de Silicon Graphics, que finalmente evolucionó a IRIX.
En 1991, la empresa se trasladó a sus oficinas actuales en Millbrae, California. UniSoft cambió su enfoque a la industria de la televisión en 1997, con el fin de abordar el software que cumple con los estándares en ese mercado. Ahora trabaja únicamente en herramientas de desarrollo, pruebas y transmisión para televisión digital. 